# De Boodt
De Boodt was een adellijke en notabele familie in Brugge, van de vijftiende tot de achttiende eeuw.

## Geschiedenis
Volgens de traditie zou de stichter van de Brugse familie de Boodt uit Dordrecht naar de Vlaamse stad zijn overgekomen. Telgen uit de familie De Boodt verschenen op het publieke forum vanaf het einde van de veertiende eeuw. De eerst bekende was Nicolaas de Boodt, die uitbater was van de Grote Tol voor rekening van de heren van Gistel.
De verkregen rijkdom bracht mee dat sommigen in de adel werden verheven. Ze kochten heerlijkheden op en werden in de zestiende eeuw heer van Lissewege, in opvolging van de familie De Deckere. Onvermijdelijk bracht dit ook mee dat ze politieke verantwoordelijkheid namen in het bestuur van de stad Brugge en van het Brugse Vrije. Ook waren, vooral in de zestiende eeuw, verschillende De Boodts actief in de nering van de makelaars. De belangrijkste telg in deze familie was de arts en humanist Anselmus Boëtius de Boodt.
De huwelijken, zowel van de zoons als van de dochters, werden gesloten met leden van andere voorname Brugse families.

## Genealogie
- Nicolaas de Boodt (†1408), meester van de tolrechten die behoorden aan de heren van Gistel. Hij was waarschijnlijk de Claeys de Boodt die in 1389 het Brugse poorterschap verwierf.
  - Jan de Boodt (†begin 15e eeuw) x Catharine Ritsaert. Ze werden begraven in de Sint-Salvatorskerk.
    - Barbara de Boodt x Laurent van Belle, xx Jan van Nieuwenhove.
    - Marguerite de Boodt (†1466) x Jan van Cleyhem, xx Jan de Damhouder.
    - Cornelius de Boodt († 16 oktober 1466) x Isabella Parlant, xx Catherina de Blasere († 1486). Hij werd stadsthesaurier in 1449, hoofdman in 1458, schepen in 1457, 1461, 1463, 1466. Met zijn twee echtgenoten werd hij begraven in de Sint-Salvatorskerk.
      - Claire de Boodt x Cornelius van de Velde.
      - Cornelius de Boodt († 1484) x Cornelia van de Velde, xx Adriana Reubs. Hij was raadslid van Brugge in 1469, 1480 en schepen in 1471, 1474, 1477. 
        - Cornelius de Boodt († 1526), makelaar, x Madeleine de Visch († 1491). Hij was raadslid van Brugge in 1488 en schepen in 1491, 1493, 1497; in 1488 was hij deken van de makelaars.
          - Cornelius de Boodt († 11 april 1558), heer van Boomgaerskercke en Koksijde, x Josine Bave, xx Anne Boulengier († 1544). Samen met zijn tweede vrouw werd Cornelius begraven bij de augustijnen. 
            - Jan de Boodt, secretaris van de Geheime Raad (1574), in 1588 tot ridder verheven door Filips II van Spanje.
            - Cornelius de Boodt (†1630) x Maria Brasser. Hij was schepen in 1577, 1578 en 1580. Hij was eerste schepen in 1583. Deze jaartallen wijzen er op dat hij in het stadsbestuur zetelde tijdens de jaren dat Brugge door een calvinistische republiek werd bestuurd (1578-1584). Hij werd dan ook, na de terugkeer van het Spaans bestuur, uitgewezen, voor zo veel hij al niet eerder, met zijn gezin, naar de Verenigde Provincies was uitgeweken.
              - Cornelius de Boodt (1633-1710), burgemeester van het calvinistische Sluis, x Cornelia Drost.
                - Cornelius de Boodt (1680-1720) x Charlotte Borré van Amerongen

        - Catherine de Boodt x Simon van der Banck.
        - Antoine de Boodt x Josine Pyncket. Hij was schepen in 1571.
          - Cornelius de Boodt.
          - Pieter de Boodt.
          - Karel de Boodt x Suzanne Beyts.
            - Cornelius de Boodt x Anna Cobe.

      - Jan de Boodt († 13 juni 1496), burgemeester van de schepenen in Brugge, x Isabella d'Hont († 1520). Het echtpaar werd begraven in de Sint-Salvatorskerk.
        - Simon de Boodt († 11 januari 1523) x Anna de Montignies († 1524). Hij was schepen van Brugge in 1503, 1507, 1508, 1511, 1523. Ze werden begraven in de Sint-Salvatorskerk.
          - Jan de Boodt († 21 maart 1543) x Maria van de Velde. Hij was raadslid in 1521, 1524, 1525, 1526 en schepen in 1528, 1530, 1536, 1540 en 1541. Het echtpaar werd begraven in de Sint-Donaaskathedraal.
            - Simon de Boodt († 10 september 1552) x Maria Voet. Hij was schepen in 1552. Hij trouwde in datzelfde jaar maar overleed kort daarop in Antwerpen. Hij zou in de Sint-Donaaskathedraal begraven zijn.

          - Jacob de Boodt († 21 maart 1567), schout, x Marguerite Cortewylle, xx Jeanne van Hecke († 1590). Hij was schepen van Brugge in 1527, 1532, 1537, 1543, 1545, 1549; thesaurier in 1539, 1540 en 1547. Hij was voogd van het Sint-Janshospitaal en van de Bogardenschool. Hij werd vervolgens schout van Brugge en het Brugse Vrije. Hij stichtte een godshuis in de Korte Zilverstraat.
            - Jacob de Boodt († 1586) x Anne Roelandts. Hij was raadslid in 1555, schepen in 1551, thesaurier in 1564 en 1565, burgemeester van de raadsleden in 1574 en 1575. In 1577 werd hij, zoals zijn vader, schout van Brugge en het Brugse Vrije.
            - Pieter de Boodt († 1577) x Josine van Aartricke. Hij was schepen in 1563. Het echtpaar werd begraven in de Sint-Salvatorskerk.
            - Adolphe de Boodt († 1 februari 1582) x Catherine Caron. Hij werd raadslid in 1570 en 1571 en schepen in 1580 en 1581.
              - Frans de Boodt († 5 september 1627) x Marie de Boodt (1634), was burgemeester van de schepenen van Brugge en hoofdman van de Sint-Jorisgilde (1616-1627). Hij was getrouwd met Maria De Boodt. In 1618 verleende aartshertog Albrecht hem de riddertitel.
                - Frans de Boodt  († 1657) x Françoise Schoorman.
                  - Karel de Boodt († 1686). Hij was schepen in 1626.
                  - Willem  de Boodt.
                    - Willem de Boodt († 1724), laatste van de Brugse De Boodts.

                - jonkheer Willem de Boodt († 1! februari 1661) was schepen van het Brugse Vrije. In 1644 verkreeg hij van Filips IV van Spanje de persoonlijke titel van ridder. Hij trouwde in 1635 met Maria Hoste, weduwe van Martin de Schodt, en hertrouwde in 1654 met Anne-Thérèse d'Overloope. Hij werd begraven in de kerk van Onze-Lieve-Vrouw van de Potterie.

          - Josse de Boodt († 25 oktober 1570) x Marie de Vendeuil (1515-1565). Hij was raadslid in 1556, schepen in 1545 en 1569, thesaurier in 1570. Hij werd begraven in de Sint-Salvatorskerk.
            - Josse de Boodt (1535-1573) werd advocaat bij de Raad van Vlaanderen. Hij bleef vrijgezel en stierf in Gent, maar werd naast zijn vader begraven in de Sint-Salvatorskerk.

        - Willem de Boodt († 1526) x Marguerite van Nieulant
          - Anselmus de Boodt  (ca. 1520 - 1587) x Jeanne Voet († 1561). Hij was schepen in 1567, 1577 en 1584.
            - Anselmus Boëtius de Boodt (1550-1632), beroemde arts en humanist.
            - Willem de Boodt († 22 oktober 1601) x Adrienne Vogaerts, xx Catherine Wynckelman. Hij was burgemeester van Brugge.
              - Maria de Boodt, echtgenote van burgemeester Frans de Boodt (zie hierboven).

## Stadsbestuur
Vanaf 1457 tot 1626 zetelden regelmatig leden van de familie De Boodt in het Brugse stadsbestuur, in uiteenlopende functies zoals hoofdman van een sestendeel, thesaurier, raadslid, schepen, burgemeester van de raadsleden.
Drie onder hen bereikten de top als burgemeester van de schepenen:
- Jan de Boodt in 1490.
- Willem de Boodt in 1600 en 1601 († 22 oktober 1601).
- Frans de Boodt in 1602, 1616, 1622, 1623 en 1625.

Minstens zes leden van de familie werden tot stadsthesaurier benoemd. Deze opdracht werd enkel aan welgestelde poorters toevertrouwd, aangezien ze over voldoende eigen middelen moesten beschikken om borg te kunnen staan voor stadsleningen.

## Edele confrérie van het Heilig Bloed
Niet minder dan achttien leden van de familie De Boodt traden toe tot de Edele Confrérie van het Heilig Bloed en de meesten onder hen bekleedden de functie van proost (wat betekende: hoofdman gedurende een jaar). Het ging om:
- Cornelius de Boodt († 16 oktober 1466), lid in 1450, proost in 1458.
- Jan de Boodt († 13 juni 1496), lid in 1465, proost in 1473.
- Cornelius de Boodt († 1484), lid in 1467.
- Cornelius de Boodt († 30 augustus 1500), lid in 1489.
- Simon de Boodt († 11 januari 1522), lid in 1493, proost in 1505.
- Jan de Boodt († 15 december 1518), lid in 1497, proost in 1504.
- Jan de Boodt († 2& maart 1563), lid in 1519, proost in 1528.
- Jacques de Boodt († 21 maart 1567), lid in 1524, proost in 1529.
- Josse de Boodt († 26 oktober 1570), lid in 1537 en proost in 1537.
- Pierre de Boodt († 1577), lid in 1540, proost in 1544.
- Anselme de Boodt († 22 juli 1587), lid in 1546, proost in 1556.
- Simon de Boodt († 10 september 1552), lid in 1547, proost in 1552.
- Jacques de Boodt († 1586), lid in 1553, proost in 1558.
- Jan de Boodt († 1 februari 1557), lid in 1555.
- Willem de Boodt († 1601), lid in 1559, proost in 1579 en 1584.
- Pieter de Boodt († 19 september 1577), lid in 1562, proost in 1566.
- Willem de Boodt (?), lid in 1691.
- Willem de Boodt (?), lid in 1709, proost in 1722).

## Gilde van de makelaars
Het lijkt waarschijnlijk dat leden van de familie de Boodt in de veertiende - vijftiende eeuw handel dreven. Het is echter pas op het einde van de vijftiende en in de zestiende eeuw dat sommigen tot het bestuur van de Gilde der makelaars behoorden:
- Cornelius de Boodt in 1481,
- Jan de Boodt in 1504,
- Willem de Boodt in 1519,
- Anselmus de Boodt in 1556.

## Sint Jorisgilde
Leden van de familie De Boodt waren aanwezig in de belangrijkste Brugse ontspanningsgilde, de Sint-Jorisgilde. Achtereenvolgens waren lid:
- Jan de Boodt in 1536,
- Anselmus de Boodt in 1541,
- Jan de Boodt, zoon van Jan, in 1548,
- Hieronymus de Boodt, priester, in 1549,
- Jacob de Boodt, zoon van Jacob, in 1553,
- Willem de Boodt in 1584.

In 1616 werd Frans de Boodt, die toen geen lid was maar wel burgemeester van de schepenen was, tot hoofdman van de Sint-Jorisgilde aangesteld. Hij bleef dit tot aan zijn dood in 1627.

## Grafmonumenten
Zoals alle belangrijke families heeft de familie de Boodt sporen nagelaten door de grafzerken die ze in kerken plaatste. De meeste zijn sindsdien weliswaar verdwenen, maar ze hebben in inventarissen sporen nagelaten.
- Jan de Boodt en Catharina Ritsaert (begin 15e eeuw), vloerzerk in de Sint-Salvatorskerk.
- Cornelis de Boodt († 1466), Isabella Parlant & Catharina de Blasere, vloerzerk in de Sint-Salvatorskerk.
- Jan de Boodt († 1496) en Elisabeth d'Hont († 1520), vloerzerk in de Sint-Salvatorskerk.
- Simon de Boodt († 1523) & Anna van Montengys († 1524) - Joos de Boodt († 1570) & Marie de Vendeuil († 1566) - Joos de Boodt († 1573), vloerzerk in de Sint-Salvatorskerk.
- Willem de Boodt († 1527) & Margaretha Nieuwlandt, vloerzerk in de Sint-Salvatorskerk.
- Jan de Boodt († 1528) & Maria van den Heede († 1529), vloerzerk in de Sint-Salvatorskerk.
- Jan de Boodt († 1544) & Maria van de Velde, vloerzerk in de Sint-Donaaskathedraal.
- Cornelis de Boodt († 1558) & Josine Bave († 1547), vloerzerk in de kerk van de augustijnen.
- Jacob de Boodt († 1568) & Johanna van den Heede († 1590), vloerzerk in de Sint-Salvatorskerk.
- Anselm de Boodt († 1587) & Joanna Voet († 1561), vloerzerk in de Sint-Salvatorskerk.

Acht van de tien graftomben bevonden zich in de Sint-Salvatorskerk, die duidelijk de belangrijkste kerk was voor de familie de Boodt. De meeste leden van de familie woonden op deze parochie.